# Joe Spinell
Joe Spinell est un acteur américain né le 28 octobre 1936 à New York et mort le 13 janvier 1989 à New York.

## Famille
Joe Spinell est né Joseph J. Spagnuolo à Manhattan de parents immigrés italiens, et est le dernier de six enfants. Son père, Pellegrino Spagnuolo (né en 1892, décédé en 1950), est mort d'une maladie du foie et du rein. Sa mère Filomena Spagnuolo (née en 1903, décédée en 1987) était une actrice de petits rôles et a joué dans peu de films, certains au côté de son fils. Il est né dans l'appartement familial à Little Italy sur la 2e Avenue à Manhattan. Quelques années après la mort de son père, il a déménagé avec sa mère et ses sœurs plus âgées à Woodside, dans le Queens où il a vécu par intermittence le reste de sa vie. Spinell mesurait 1,80 m et souffrait d'hémophilie ainsi que d'asthme chronique.

## Carrière
En raison de sa corpulence large et imposante, Spinell jouait souvent des truands, des brutes, ou des flics pourris. Ses rôles les plus notables sont celui du mafieux Willi Cicci dans Le Parrain et Le Parrain 2, et celui de l'usurier Tony Gazzo dans Rocky et Rocky 2 : La Revanche. Bien que surtout connu comme étant un acteur de genre, Spinell a coécrit et interprété le rôle principal, celui d'un tueur en série, dans le film Maniac en 1980.

## Décès
Spinell est mort en 1989 à l'âge de 52 ans. La cause de sa mort prématurée reste sujette à discussion. Certains avancent que sa mort aurait été causée par une crise cardiaque due à l'abus de drogues dures et d'alcool, mêlé à une dépression, à la suite du décès de sa mère deux ans plus tôt. D'autres, qu'il aurait succombé à des complications liées à son hémophilie ou à son asthme. Avant de mourir, il projetait de tourner une suite de Maniac. Il repose au Calvary Cemetery, dans le Queens, où il résidait.

## Vie privée
Spinell a été marié de 1977 à 1979 à Jean Jennings, une actrice de films pornographiques. Une fille est née de cette union. Spinell était par ailleurs un intime de Sylvester Stallone, et le parrain de son fils aîné Sage Stallone.

## Filmographie
- 1972 : Le Parrain (The Godfather) de Francis Ford Coppola : Willi Cicci (non crédité)
- 1973 : Flics et Voyous (Cops and Robbers) d'Aram Avakian : Marty
- 1973 : Police Puissance 7 (The Seven-Ups) de Philip D'Antoni : Toredano
- 1974 : Le Parrain, 2e partie (The Godfather: Part II) de Francis Ford Coppola : Willi Cicci
- 1975 : Rancho Deluxe de Frank Perry : M. Colson
- 1975 : Adieu ma jolie (Farewell, My Lovely) de Dick Richards  : Nick
- 1975 : 92 in the Shade de Thomas McGuane : Ollie Slatt
- 1976 : Next Stop, Greenwich Village de Paul Mazursky : le policier
- 1976 : Taxi Driver de Martin Scorsese : le recruteur au service des taxis
- 1976 : Stay Hungry de Bob Rafelson : Jabo
- 1976 : Rocky de John G. Avildsen : Tony Gazzo
- 1977 : Le Convoi de la peur (Sorcerer) de William Friedkin : Spider
- 1978 : Nunzio de Paul Williams : Angelo
- 1978 : Graffiti Party (Big Wednesday) de John Milius : le psychologue
- 1978 : La Taverne de l'enfer (Paradise Alley) de Sylvester Stallone : Burp
- 1978 : Flic juge et bourreau (One Man Jury) de Charles Martin : Mike Abatino
- 1978 : Starcrash : Le Choc des étoiles (Scontri stellari oltre la terza dimensione) de Luigi Cozzi : le comte Zarth Arn
- 1979 : Meurtres en cascade (Last Embrace)  : l'homme au restaurant
- 1979 : Qui a tué le président ? (Winter Kills) de William Richert : Arthur Fletcher
- 1979 : Rocky 2 : La Revanche (Rocky II) de Sylvester Stallone : Tony Gazzo
- 1980 : The Little Dragons de Curtis Hanson : Yancey
- 1980 : La Chasse (Cruising) de William Friedkin : le patrouilleur DiSimone
- 1980 : La Neuvième Configuration (The Ninth Configuration) de William Peter Blatty : le lieutenant Spinell
- 1980 : Forbidden Zone de Richard Elfman : le père de Squeezit
- 1980 : Maniac de William Lustig : Frank Zito
- 1980 : Brubaker de Stuart Rosenberg : Floyd Birdwell
- 1980 : Melvin and Howard de Jonathan Demme : le copropriétaire du go-go-club
- 1980 : De plein fouet (The First Deadly Sin) de Brian G. Hutton : Charles Lipsky
- 1981 : Les Faucons de la nuit (Nighthawks) de Bruce Malmuth : le lieutenant Munafo
- 1982 : National Lampoon Goes to the Movies de Bob Giraldi: un agent de police. (dans le sketch "Success Wanters")
- 1982 : Les Croque-morts en folie (Night Shift) de Ron Howard : Manetti
- 1982 : Les Frénétiques (The Last Horror Film) de David Winters : Vinny Durand
- 1982 : Monsignor de Frank Perry : le père de la mariée
- 1982 : Les Quatre Justiciers (One Down, Two to Go) de Fred Williamson : Joe Spangler
- 1983 : Vigilante de William Lustig : Eisenberg
- 1983 : American Teenagers (Losin' It) de Curtis Hanson : l'agent de la police des frontières
- 1983 : The Last Fight de Fred Williamson: Angelo
- 1983 : Eureka de Nicolas Roeg : Pete
- 1985 : Walking the Edge de Norbert Meisel : Brusstar
- 1986 : Hollywood Harry de Robert Forster : Max Caldwell
- 1986 : The Whoopee Boys de John Byrum : Tony Antonucci
- 1986 : Il Cugino americano : Joey, New York Goon #1
- 1986 : Le Convoyeur (The Messenger) de Fred Williamson : Rico
- 1987 : Le Dragueur (The Pick-up Artist) de James Toback : Eddie
- 1987 : Homicide à Wall Street (Deadly Illusion) de Larry Cohen : le fou dans le Bureau des Armes à Feu
- 1988 : Operation Warzone de David A. Prior : Le général de brigade George Delevane
- 1988 : Veuve mais pas trop (Married to the Mob) de Jonathan Demme : Leonard 'Tiptoes' Mazzilli (scènes coupées au montage)
- 1988 : The Undertaker de Franco Steffanino : Roscoe
- 1989 : Rapid Fire de David A. Prior : Hansen